# Сирјер
Сирјер (фр. Cirière) насеље је и општина у западној Француској у региону Поату-Шарант, у департману Де Севр која припада префектури Бресир.
По подацима из 2011. године у општини је живело 973 становника, а густина насељености је износила 57,81 становника/km². Општина се простире на површини од 16,83 km². Налази се на средњој надморској висини од метара (максималној 234 m, а минималној 162 m).

## Демографија
| 1962. | 1968. | 1975. | 1982. | 1990. | 1999. | 2011. |
| ----- | ----- | ----- | ----- | ----- | ----- | ----- |
| 784   | 803   | 824   | 831   | 873   | 896   | 973   |

График промене броја становника у току последњих година